# 미쓰쿠에촌
미쓰쿠에촌(三机村)은 에히메현 니시우와군에 설치된 촌이다. 